# Autigny-le-Grand
Autigny-le-Grand ist eine französische Gemeinde mit 130 Einwohnern (Stand 1. Januar 2022) im Département Haute-Marne in der Region Grand Est. Sie gehört zum Kanton Joinville und zum Arrondissement Saint-Dizier. 

## Geografie
Die Gemeinde Autigny-le-Grand liegt an der oberen Marne und am parallel verlaufenden Canal entre Champagne et Bourgogne, etwa 30 Kilometer südöstlich von Saint-Dizier. Sie ist umgeben von folgenden Nachbargemeinden:
|                       | Autigny-le-Petit                            |             |
| Chatonrupt-Sommermont | Kompassrose, die auf Nachbargemeinden zeigt | Osne-le-Val |
|                       | Vecqueville                                 |             |

Unmittelbar westlich von Autigny-le-Grand verläuft die RN 67.

## Bevölkerungsentwicklung
| Jahr                       | 1962 | 1968 | 1975 | 1982 | 1990 | 1999 | 2008 | 2018 |
| -------------------------- | ---- | ---- | ---- | ---- | ---- | ---- | ---- | ---- |
| Einwohner                  | 282  | 297  | 242  | 230  | 220  | 210  | 167  | 143  |
| Quellen: Cassini und INSEE |      |      |      |      |      |      |      |      |